# St. Michael (Pforzheim)

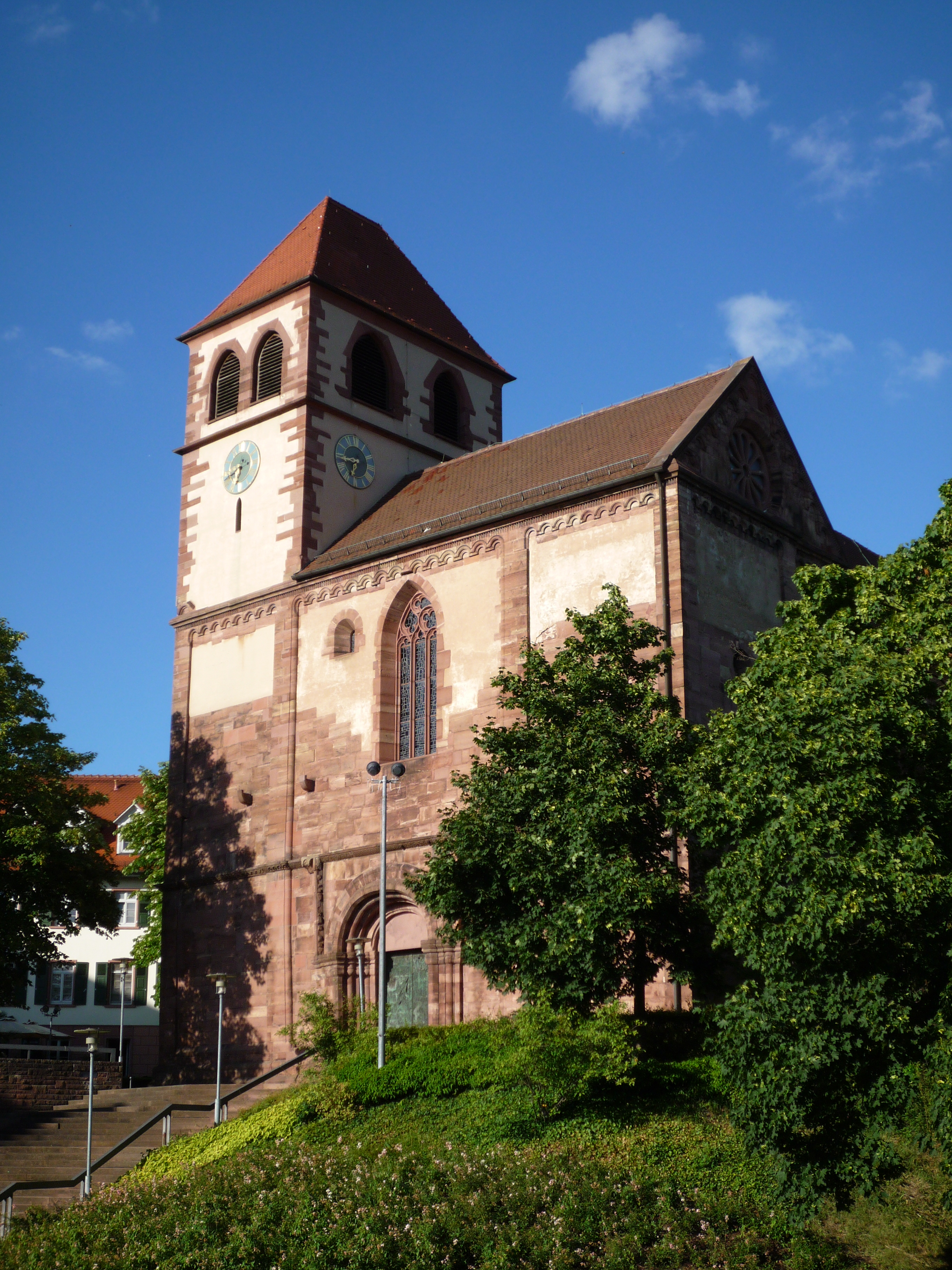
Schloss- und Stiftskirche St. Michael

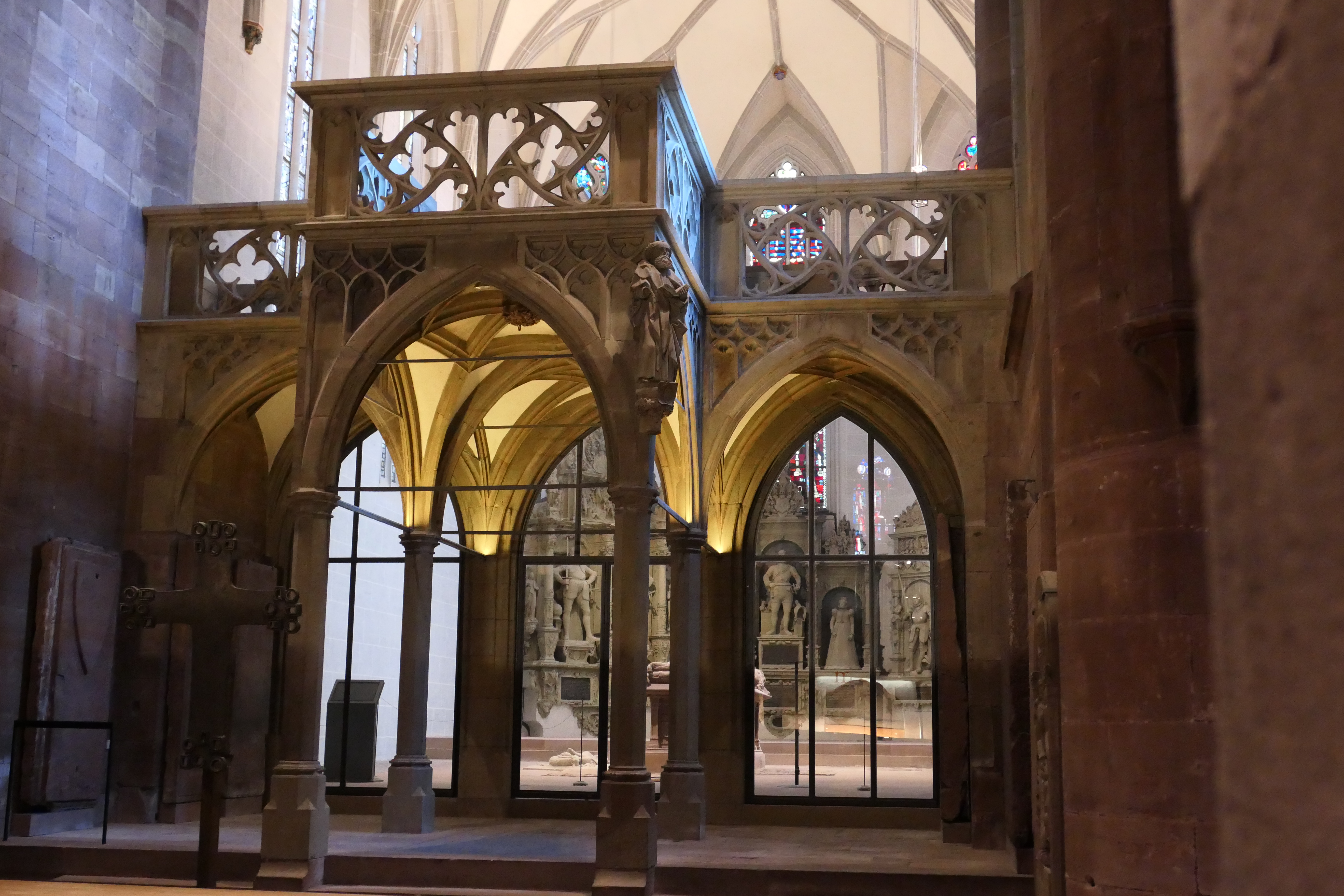
Lettner mit spätgotischem Figurentabernakel des St. Petrus (1460) und Maßwerkbrüstung mit Fischblase.

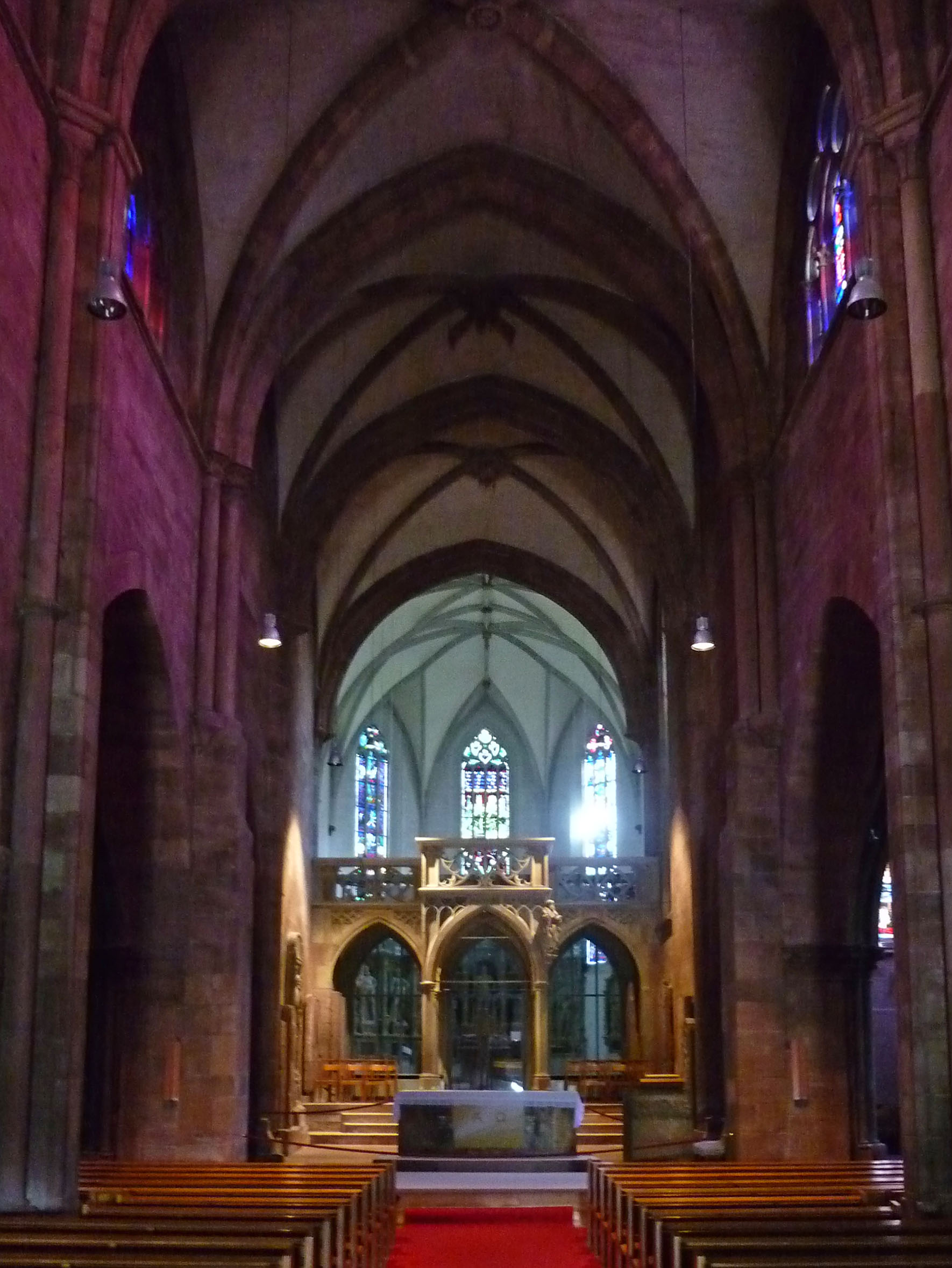
Innenansicht, Altarraum

Die ehemalige Schloss- und Stiftskirche St. Michael in Pforzheim, Baden-Württemberg ist mit dem benachbarten Archivturm eines der letzten mittelalterlichen Zeugnisse Pforzheims, dessen mittelalterliches Stadtbild im Dreißigjährigen Krieg, im Pfälzischen Erbfolgekrieg und zuletzt im Zweiten Weltkrieg jeweils nahezu vollständig zerstört wurde.

## Baugeschichte
Die Schlosskirche St. Michael, die durch ihr gewaltiges Volumen ihre Mutterkirche, die Altstädter Pfarrkirche St. Martin, in den Schatten stellt, wurde mit dem Übergang Pforzheims an das Haus Baden 1219 auf einem älteren Bau errichtet, von dem noch der spätromanische Westbau erhalten ist (1220/1230). Um 1270 wurde das Langhaus (Kirchenschiff) in seiner heutigen Form vollendet. Diagonalchöre und Margarethenkapelle wurden zwischen 1290 und 1310 errichtet. Der Neubau eines spätgotischen Hochchors wurde nach der Erhebung zur Stiftskirche zwischen 1460 und 1475 durch den badischen Hofbaumeister Hans Spryß von Zaberfeld (1420–1507) errichtet. Die Baugeschichte im Einzelnen ist noch weitgehend ungeklärt. Die subtil gearbeiteten Skulpturen in Innern (Gesichter und Haare) verraten die oberrheinische Ausbildung des Meisters Hans Spryß.
Stilistisch sind an der Maulbronner Klosterkirche Anklänge zu finden wie die Steinmetzzeichen bezeugen, die um 1200 auch in Maulbronn angebracht wurden.
Die Margarethenkapelle wurde zur Aufnahme des Denkmals der Märtyrerin Margaretha erbaut. Vermutet wird, dass ein Steinsarg des Kindes Margaretha, verehrt als Opfer eines Ritualmordes und als Märtyrerin zur Schau gestellt wurde. Die Inschrift wird angegeben mit: MARGARETHA A IVDEIS OCCISA OB(IIT) FELICITER ANNO D(OMI)NI M CC LX VII CAL(ENDAS) IVLII FER(IA) VI. Übersetzung: Margaretha, von Juden getötet, starb glückselig im Jahr des Herrn 1260 am 7. Tag vor den Kalenden des Juli (25. Juni), an einem Freitag. Die Existenz einer Judengemeinde in Pforzheim um die Mitte des 13. Jahrhunderts wird dadurch dokumentiert, sowie der Hass, mit dem die christliche Bürgerschaft, geleitet vom Dominikanerorden, der jüdischen Minderheit begegnete.

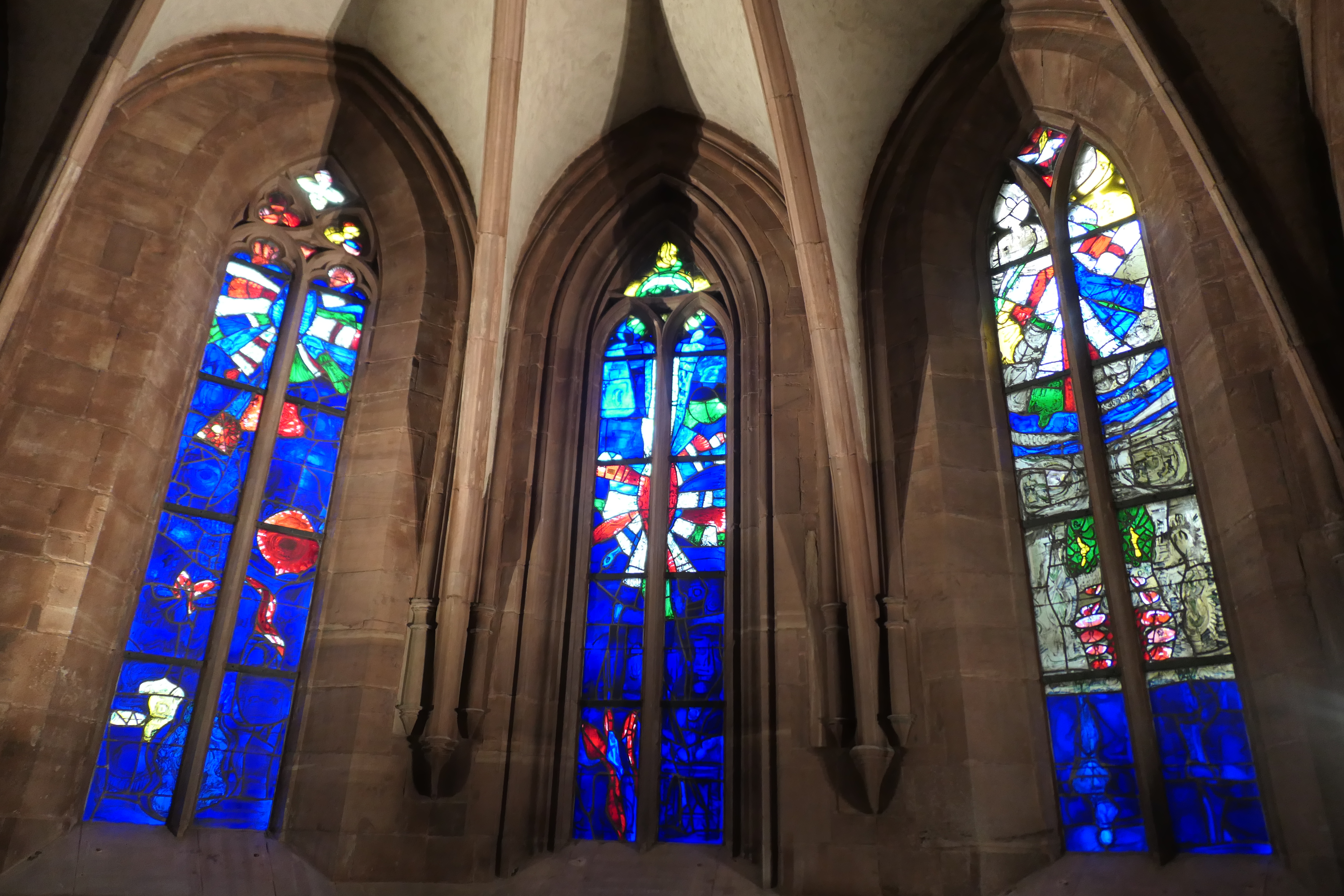
Fenster Nordkapelle von Klaus Arnold

An der Südseite befindet sich ein Portal in frühgotischer Ausführung. Das Gewände ist in doppelter Abtreppung ausgeführt und zwei eingestellte Dienste werden durch die Archivolten des Bogens fortgesetzt. Ein Tympanon ohne Sturz aus rotem Sandstein wird in der Fläche durch Blendmaßwerk gegliedert und enthält auf dem Bogen eine unvollständige Inschrift: PETITE · ET ACCIPIETIS (übersetzt: Bittet und ihr werdet empfangen).
Ab 1535 war die Kirche Grablege der badischen Markgrafen aus der evangelischen Linie (ab 1515 Baden-Durlach). Die letzte in der Kirche bestattete Angehörige des Herrscherhauses war 1860 Stéphanie de Beauharnais.
Das die Kirche umgebende Residenzschloss in Pforzheim ging ab dem 18. Jahrhundert sukzessive verloren, lediglich der Archivbau blieb erhalten.
In einem spätgotischen Anbau der Kirche, dem so genannten Reuchlinkolleg, wurde 1922 das Reuchlinmuseum eingerichtet, das Johannes Reuchlins Bibliothek der Öffentlichkeit zugänglich machte.
Beim Luftangriff auf Pforzheim am 23. Februar 1945 wurde die Kirche schwer beschädigt. Ihre Wiederherstellung unter Leitung des Staatlichen Hochbauamtes und mit Unterstützung der Stiftung der Freunde der Schlosskirche erfolgte bis 1957. Die Bauplastik wurde von Oskar Loos rekonstruiert. Die Glasfenster des Chores schuf Charles Crodel in Zusammenarbeit mit Hermann Hampe. Das mit Bronzeplatten beschlagene Portal der Schlosskirche schuf 1959 der Stuttgarter Bildhauer Jürgen Weber. Es sind sechs biblische Szenen eingewoben. Die Kanzel gestaltete Valentin Peter Feuerstein.
2021 wählte der Bund Heimat und Umwelt in Deutschland die Kirche als ein Kulturdenkmal des Jahres unter dem Motto „Historische Orte der Gemeinschaft“.

## Bauphasen

### Vorgängerbauten
Nach 1946 konnten zwei Vorgängerbauten durch Grabungen nachgewiesen werden: eine vorromanische Kapelle der Höhenburg des 9./10. Jahrhunderts und ein dreischiffiger Bau mit einer Chorapsis aus der zweiten Hälfte des 12. Jahrhunderts.

### Westbau und Schiff
Der älteste, sichtbare Teil der Schlosskirche ist der romanische, zweigeschossige Westbau mit Nordturm, der, wie das Schloss, wohl eine Stiftung des Badischen Markgrafen Hermann V. war. Als Konrads Enkelin Irmengard um 1217/18 den Markgrafen Hermann V. von Baden heiratete, brachte sie als reiches Erbstück die aufstrebende Stadt Pforzheim in die Verbindung. Um diese Zeit wird an dem Bau des Westwerks begonnen. Bis 1235 wird die Bauzeit veranschlagt. Lisenen, Bogenfriese und das Deutsche Band gliedern die Außenhaut. Im Südgiebel sitzt eine Fensterrose (19. Jh.) zwischen steigenden Rundbogenfriesen. Die Verbindung zum staufischen Baustil stellt das rundbogige, getreppte Hauptportal ohne Tympanon, mit einer rechteckigen Umrahmung und reicher Kleinplastik her. Das reich gegliederte Gewände mit Polsterkapitellen zeigt den Maulbonner Meister. Blütenknospen, die Maske eines bekrönten Hauptes mit Kreuz darüber, ein Stierkopf, eine Kopfskulptur wie die eines Ochsen, ein Mischgebilde zwischen Hund und Lurch beleben die senkrechten Rahmenfriese. Waagerecht ein Mäanderband mit Drudenfuß, der an Beschwörungen gegen böse Geister erinnert. Die Kapitelle und Basen im Innern des Erdgeschosses sind späte Elemente romanischer Ornamentik. Durch die Verflechtung des romanischen Westbaues mit dem gotischen, basilikalen querschifflosen Langhaus entsteht eine reizvolle Spannung. Durch die Pfeiler und blättergeschmückten Konsolen wird der Stil des Übergangs erkennbar. Der Einfluss des Maulbronner Paradiesmeisters wird auch hier, durch die Diamantierung der Rippen, die Halbmonde der Konsolen und die Schaftringe der Dienste, deutlich. Über das Eingangsquadrat des Westbaues ist das Langhaus weitergezogen und verwoben. Zwischen 1235 und 1270 erfolgte die Wölbung des Westwerkmitteljochs und die Ausführung der Langhausjoche sowie die Fundamentierung der Diagonalchöre. Um 1280 Errichtung des südlichen, um 1290 des nördlichen Diagonalchores. So entstand von West nach Ost eine durchgehend gewölbte Basilika von drei Jochen mit quadratischem Vorchor und polygonaler Apsis, die nicht erhalten ist, jedoch ergraben wurde.

### Stiftschor
Durch den in Pforzheim ansässigen Steinmetz Hans Spryß von Zaberfeld, der im Chorgewölbe sein Porträt und Meisterzeichen hinterließ, wurde ein spätgotischer Chor als Ostabschluss errichtet. Ein Lettner zwischen Chor und Kirchenschiff wurde von ihm um 1470 ebenso gestaltet. Die überkreuzten Gewölbeauflagen ermöglichten die Errichtung von aus der Wand herauswachsenden Gewölben. Der Erzengel Michael als Kirchenpatron zeugt auch von den bildhauerischen Fähigkeiten des Meisters. Er war darüber hinaus Schöpfer des Klosterkreuzgangs in Hirsau. Eine weitere Bedeutung erhielt die Schlosskirche und ihr Chor dadurch, dass Markgraf Ernst sie um 1545 zur Grablege seiner Familie bestimmte.

## Galerie

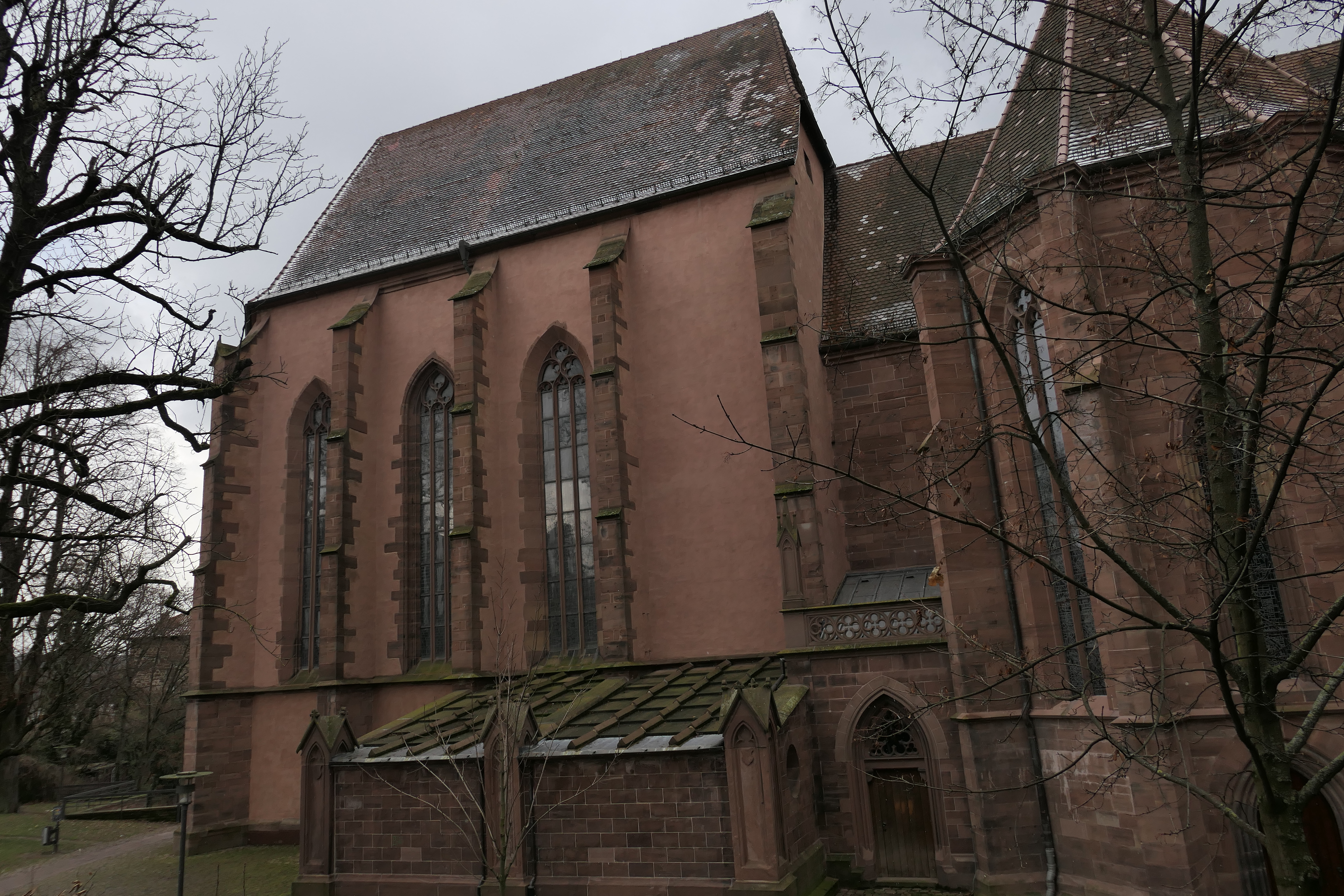
Gotischer Chor Nordansicht und Diagonalchor Nord
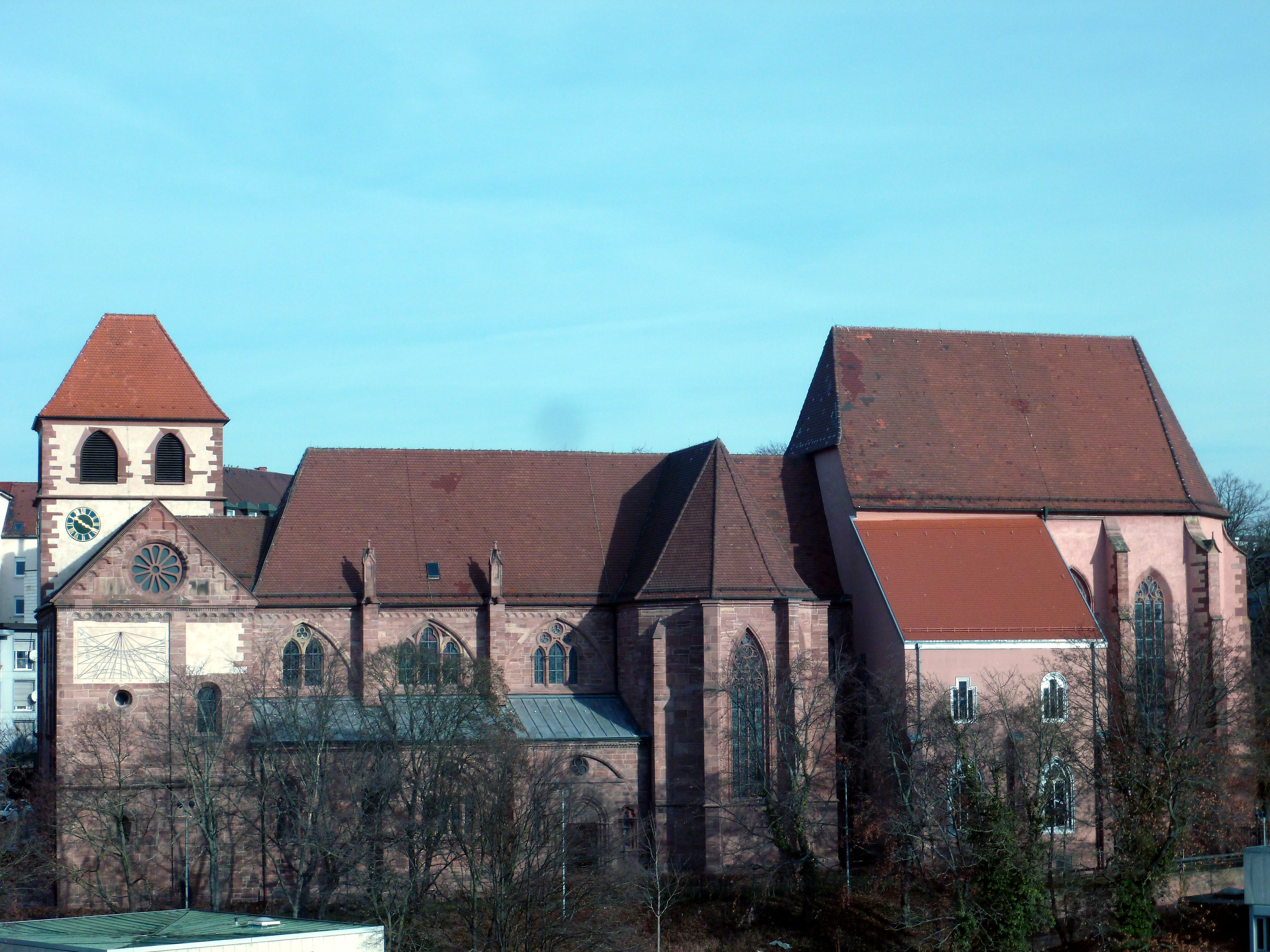
Ansicht Südseite St. Michael Pforzheim Bauphasen West nach Ost
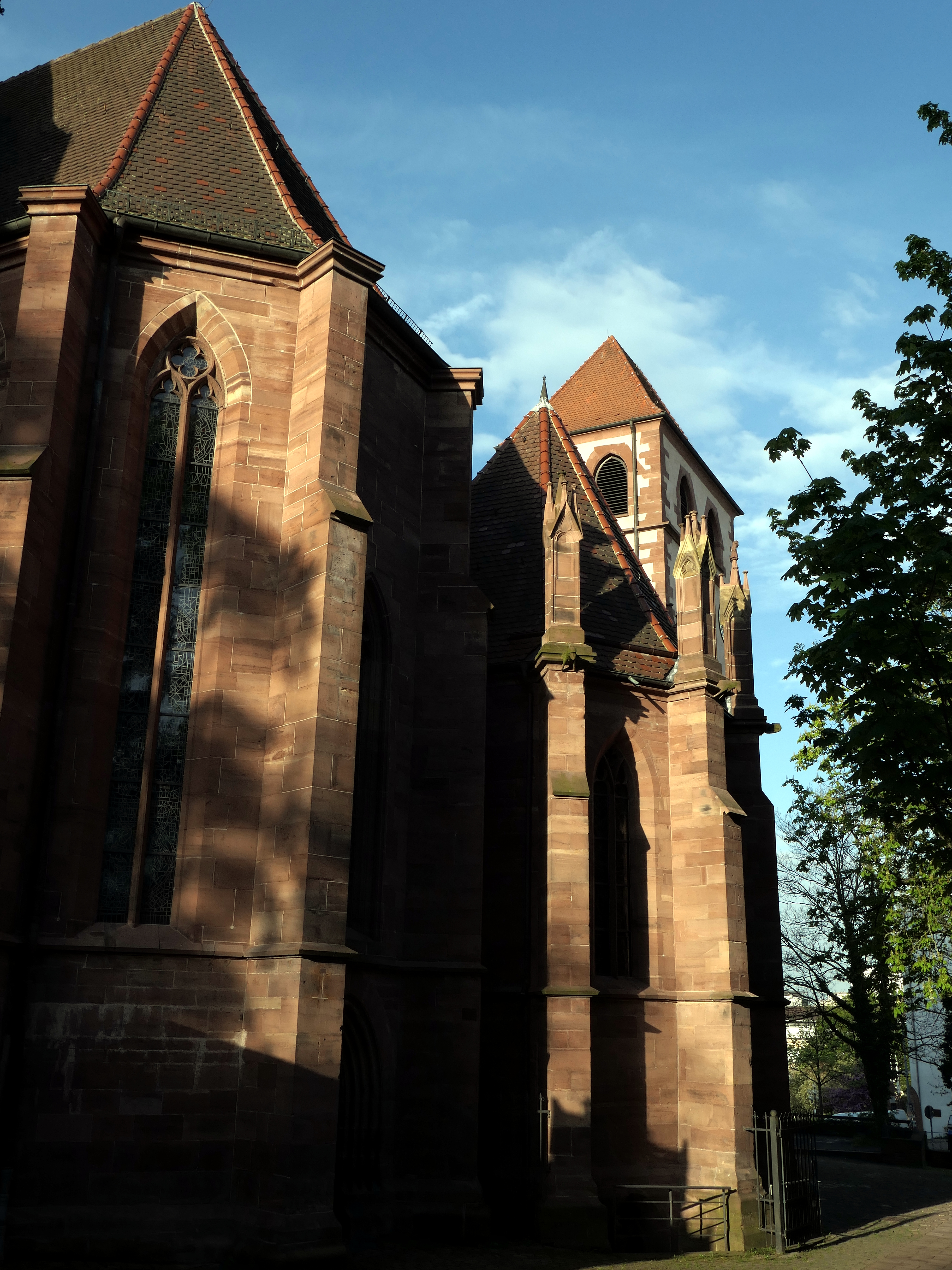
Nordkapelle sog. Margarethenkapelle mit Figurenschmuck u. a. Lamm
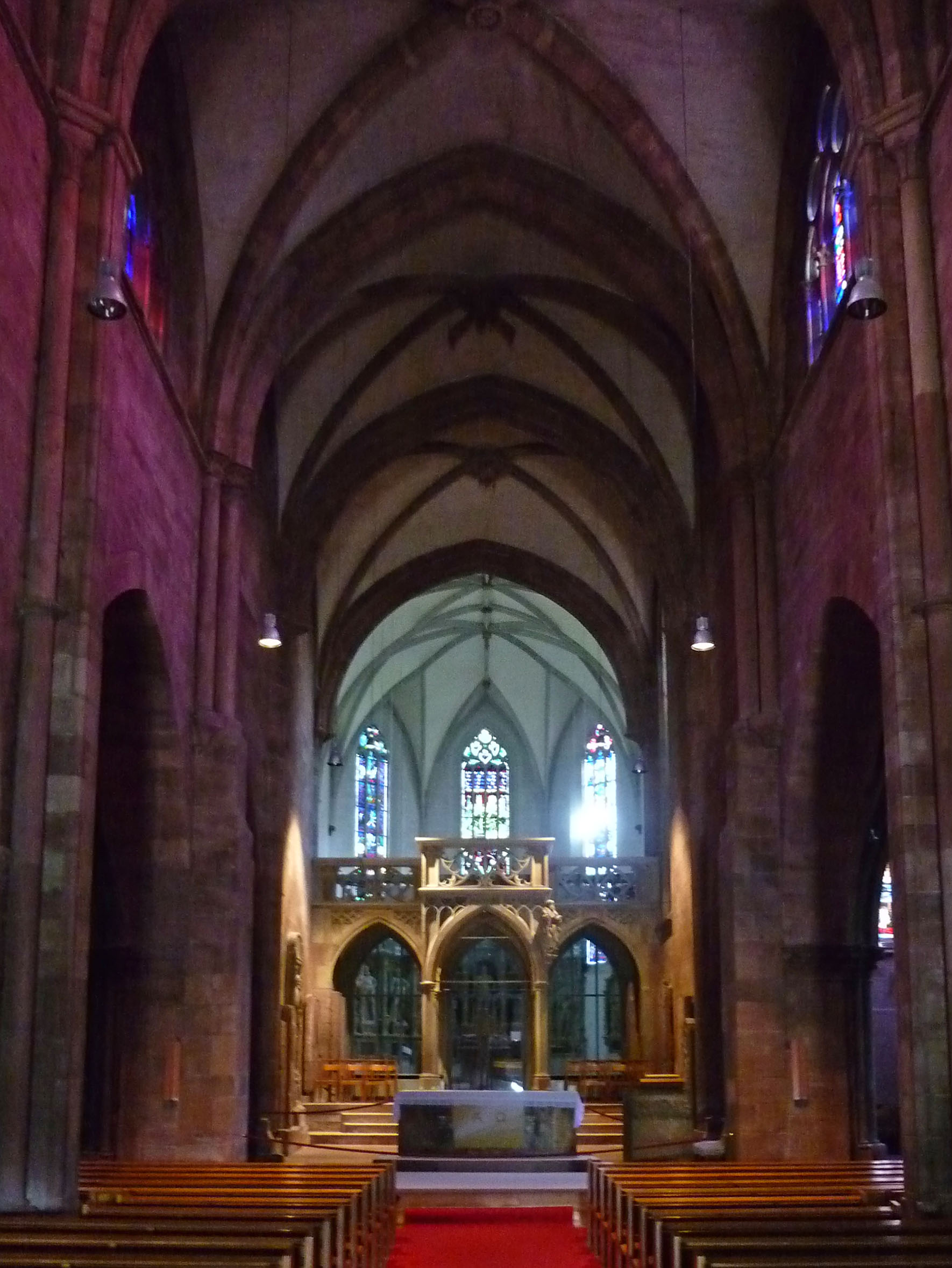
Schlosskirche Pforzheim, Langhaus, Blick gegen Osten
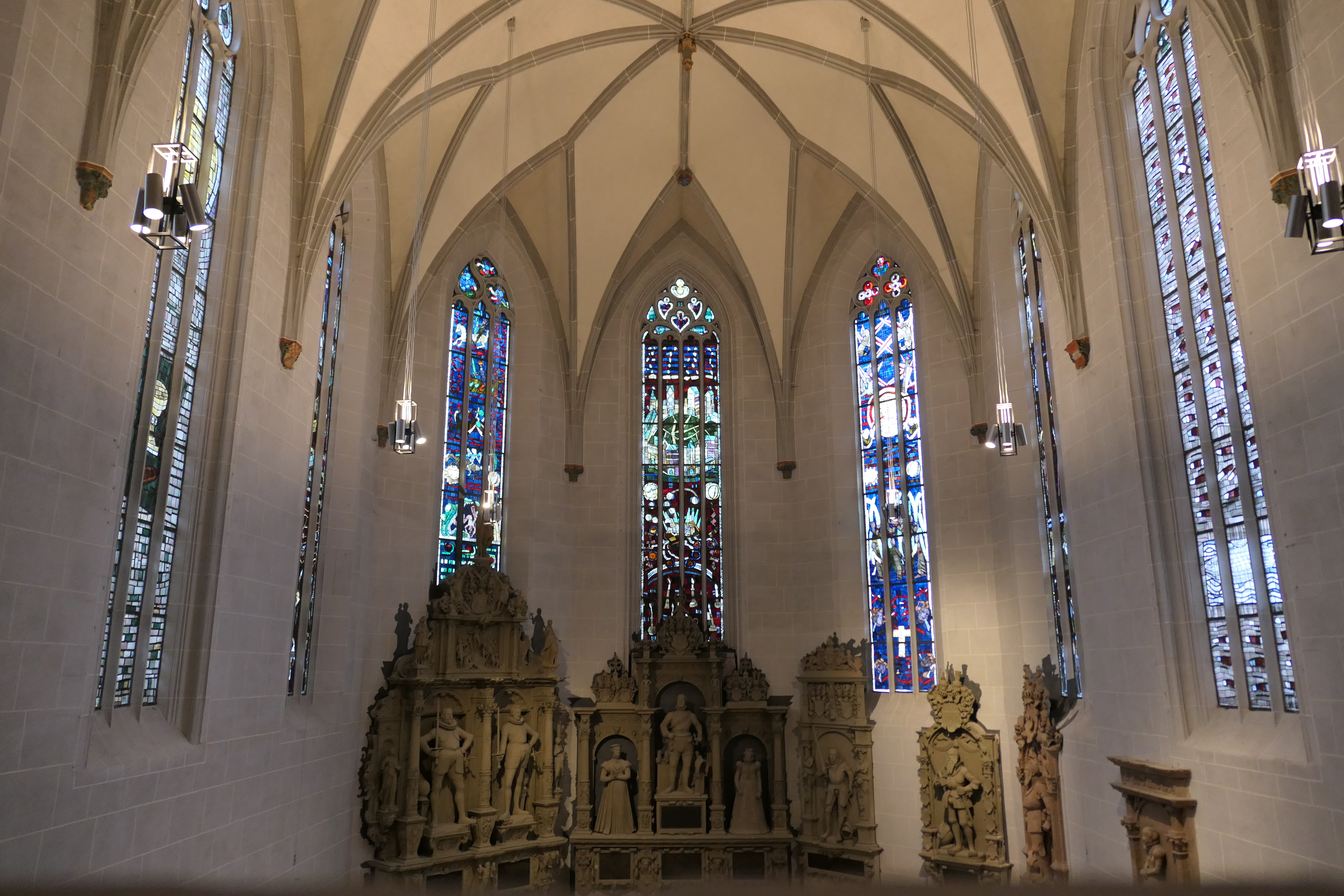
Schlosskirche Pforzheim, Stiftschor, Blick gegen Osten
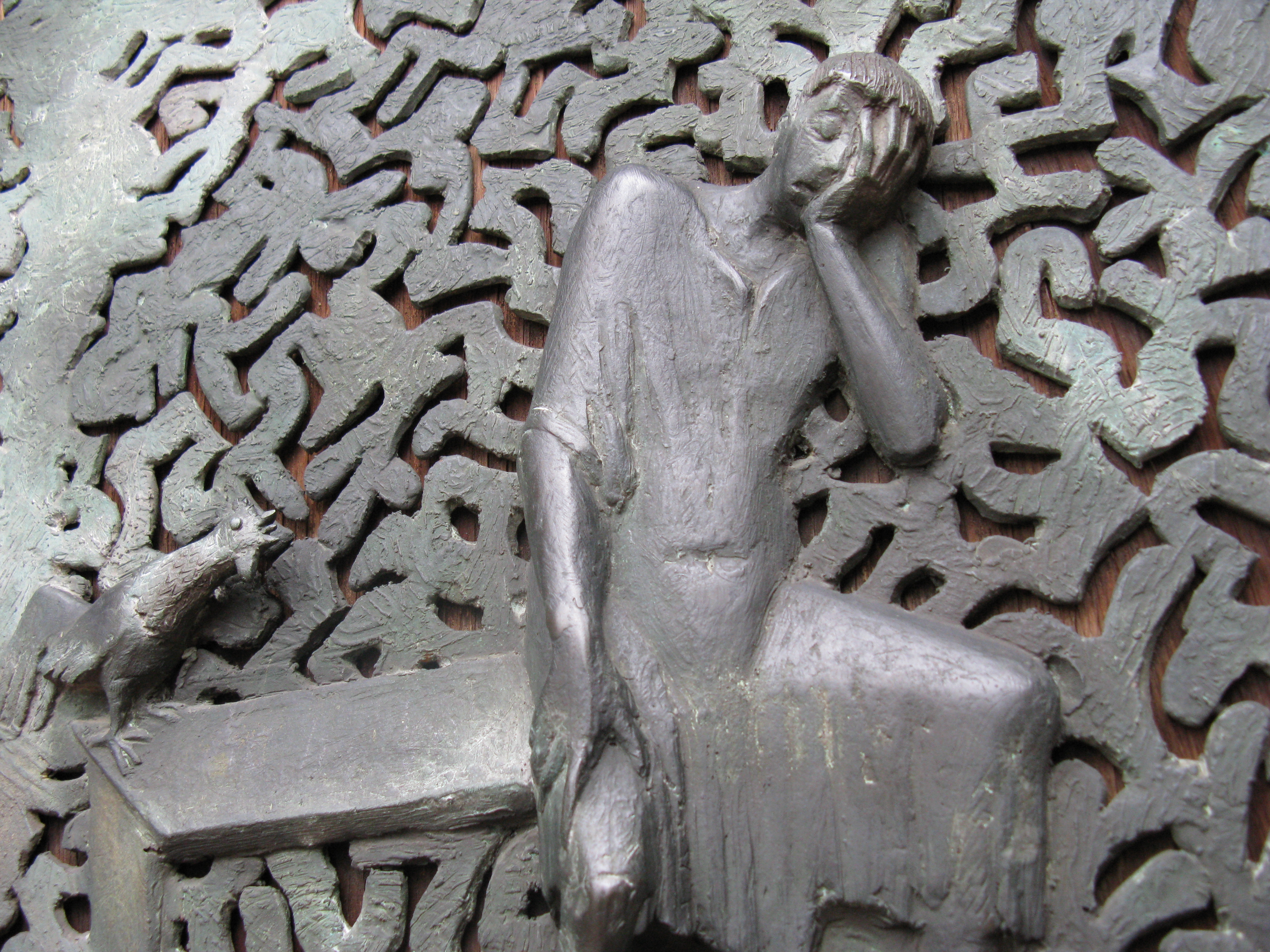
Portaltür: Petrus und der Hahn

## Orgel
Im Jahr 2022 wurde ein technischer Neubau der Steinmeyer-Orgel von 1959 unter Wiederverwendung des Pfeifenwerkes durch die Firma Mühleisen Orgelbau (Leonberg) fertig gestellt.
| I Hauptwerk C–g3 |                           |        |
| 01.              | Pommer (ab c0) (= Nr. 30) | 32′    |
| 02.              | Prinzipal                 | 16′    |
| 03.              | Pommer (= Nr. 30)         | 16′    |
| 04.              | Prästant                  | 08′    |
| 05.              | Rohrflöte                 | 08′    |
| 06.              | Spitzflöte                | 08′    |
| 07.              | Gambe                     | 08′    |
| 08.              | Oktave                    | 04′    |
| 09.              | Flöte                     | 04′    |
| 10.              | Quinte                    | 02 ⁄3′ |
| 11.              | Superoktave               | 02′    |
| 12.              | Mixtur IV                 | 01 ⁄3′ |
| 13.              | Farbzimbel III            | 01′    |
| 14.              | Trompete                  | 08′    |

| II Positiv C–g3 |                       |         |
| 15.             | Pommer (= Nr. 30)     | 16′     |
| 16.             | Gedeckt               | 08′     |
| 17.             | Traversflöte          | 08′     |
| 18.             | Salizional (= Nr. 33) | 08′     |
| 19.             | Prinzipal             | 04′     |
| 20.             | Rohrflöte             | 04′     |
| 21.             | Salizet (= Nr. 37)    | 04′     |
| 22.             | Nasat                 | 02 ⁄3′  |
| 23.             | Oktave                | 02′     |
| 24.             | Terz                  | 01 3⁄5′ |
| 25.             | Spitzquinte           | 01 ⁄3′  |
| 26.             | Scharf IV             | 01′     |
| 27.             | Rankett               | 16′     |
| 28.             | Krummhorn             | 08′     |
|                 | Tremulant             |         |

| III Schwellwerk C–c4 |                          |     |
| 29.                  | Viola (Ext. Nr. 33)      | 16′ |
| 30.                  | Pommer                   | 16′ |
| 31.                  | Flötenprinzipal          | 08′ |
| 32.                  | Bordun                   | 08′ |
| 33.                  | Salizional               | 08′ |
| 34.                  | Schwebung                | 08′ |
| 35.                  | Oktave                   | 04′ |
| 36.                  | Blockflöte               | 04′ |
| 37.                  | Salizet (Ext. Nr. 33)    | 04′ |
| 38.                  | Schwiegel (vorab Nr. 39) | 02′ |
| 39.                  | Rauschpfeife III-IV      | 02′ |
| 40.                  | Fagott                   | 16′ |
| 41.                  | Trompete                 | 08′ |
|                      | Tremulant                |     |

| Tubawerk |                |     |
| 42.      | Posaune (HW)   | 16′ |
| 43.      | Trompete (HW)  | 08′ |
| 44.      | Klarine (HW)   | 04′ |
| 45.      | Posaune (Pos)  | 16′ |
| 46.      | Trompete (Pos) | 08′ |
| 47.      | Klarine (Pos)  | 04′ |

| Pedalwerk C–f1 |                         |        |
| 48.            | Resultant (Ext. Nr. 52) | 64′    |
| 49.            | Untersatz (Ext. Nr. 52) | 32′    |
| 50.            | Prinzipalbaß            | 16′    |
| 51.            | Viola (= Nr. 29)        | 16′    |
| 52.            | Subbaß                  | 16′    |
| 53.            | Pommer (= Nr. 30)       | 16′    |
| 54.            | Oktavbaß                | 08′    |
| 55.            | Salizional (= Nr. 33)   | 08′    |
| 56.            | Gedecktbaß              | 08′    |
| 57.            | Choralbaß               | 04′    |
| 58.            | Salizet (= Nr. 37)      | 04′    |
| 59.            | Hintersatz IV           | 02 ⁄3′ |
| 60.            | Posaune                 | 16′    |
| 61.            | Fagott (= Nr. 40)       | 16′    |
| 62.            | Trompete (Ext. Nr. 60)  | 08′    |
| 63.            | Klarine (Ext. Nr. 60)   | 04′    |

- Anmerkungen:

1. ↑  C-H Transmission Nr. 3 und Nr. 33.
2. ↑  Gleichzeitig Pedalzungenreihe mit Extensionen, Standort Nordbalkon im Bogen zum Mittelschiff.

## Geläut
Im Turm der Schlosskirche hängt ein sechsstimmiges Geläut, das 1958 von der Glockengießerei Gebr. Bachert in Karlsruhe gegossen wurde.
| Nr. | Name                    | Gussjahr | Glockengießer            | Durchmesser (mm) | Gewicht (kg) | Nominal | Inschrift |
| --- | ----------------------- | -------- | ------------------------ | ---------------- | ------------ | ------- | --------- |
| 1   | Gedenkglocke 23.02.1945 | 1958     | Gebr. Bachert, Karlsruhe |                  | 3587         | a0      |           |
| 2   | Vater-Unser-Glocke      | 1958     | Gebr. Bachert, Karlsruhe |                  | 2489         | h0      |           |
| 3   | Mittagsglocke           | 1958     | Gebr. Bachert, Karlsruhe |                  | 1831         | cis1    |           |
| 4   | Abendglocke             | 1958     | Gebr. Bachert, Karlsruhe |                  | 1225         | e1      |           |
| 5   | Morgenglocke            | 1958     | Gebr. Bachert, Karlsruhe |                  | 866          | fis1    |           |
| 6   | Taufglocke              | 1958     | Gebr. Bachert, Karlsruhe |                  | 537          | a1      |           |

## Grabdenkmale

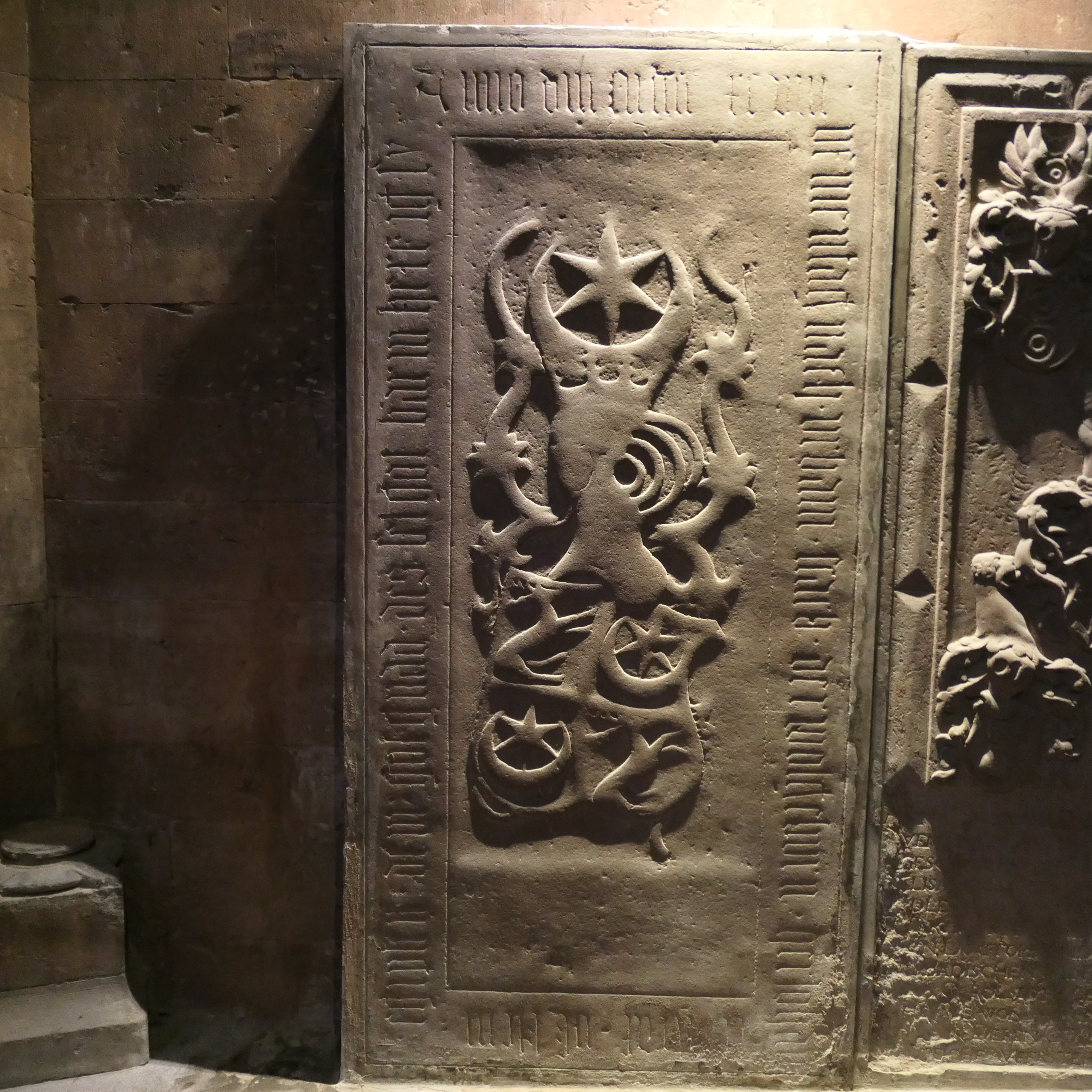
Grabplatte des Johann Freigraf (Frigraf) aus Klein-Ägypten. Heute im nördlichen Nebenchor an der Wand.

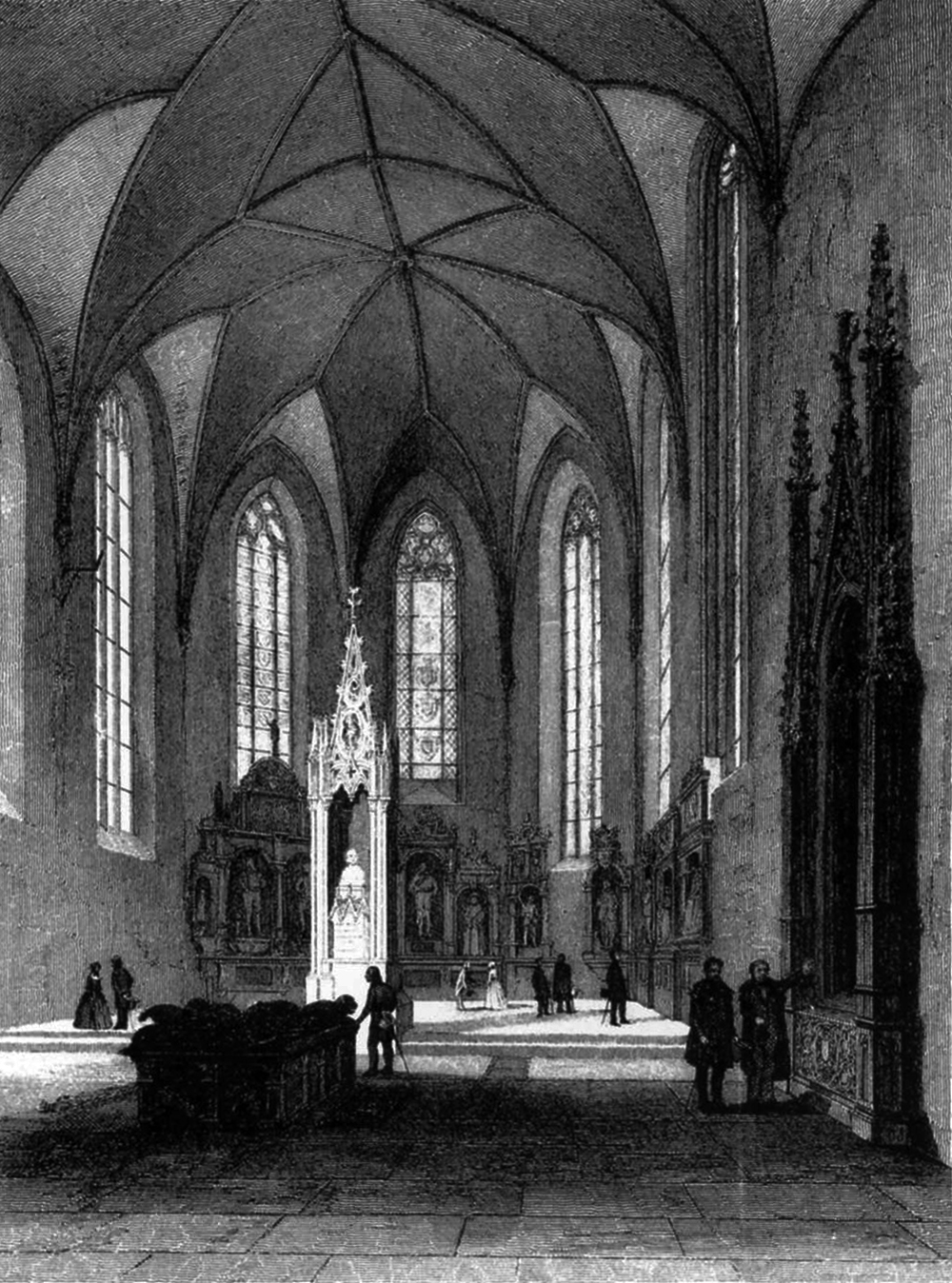
Blick in den Chor um 1840 mit Grabmalen der badischen Markgrafen

Die Grabplatte des Johann Freigraf (Frigraf) aus Klein-Ägypten, eine hochrechteckige Platte aus rotem Sandstein, mit Umschrift zwischen Linien und einem Vollwappen in flachem Relief, deren Oberfläche abgetreten wurde, ist um 1498 entstanden. Sie hat früh Aufsehen erregt, da sie als Grabmal eines Zigeuners bezeichnet wird.
Ab 1535 war die Kirche Grablege der badischen Markgrafen aus der evangelischen Linie (ab 1515 Baden-Durlach). Die letzte in der Kirche bestattete Angehörige des Herrscherhauses war 1860 Stéphanie de Beauharnais. Folgende Grabdenkmale im Stiftschor sind Kulturdenkmale:
- Grabdenkmal für Anna Marie von Baden-Durlach
- Grabdenkmal für Prinz Albrecht den Jüngeren von Baden-Durlach
- Grabdenkmal für Prinzessin Marie von Baden-Durlach
- Grabdenkmal für die Markgrafen Ernst Friedrich von Baden-Durlach und Jakob III. von Baden-Durlach
- Grabdenkmal für Karl II. von Baden-Durlach sowie Kunigunde von Brandenburg-Kulmbach und Anna von Pfalz-Veldenz
- Grabdenkmal für Markgraf Bernhard den Jüngeren von Baden-Durlach
- Grabdenkmal für Markgraf Albrecht II. Alcibiades von Brandenburg-Kulmbach
- Tumba für Markgraf Ernst und Ursula von Rosenfeld

## Museum Johannes Reuchlin
Von 2006 bis 2008 entstand ein Erweiterungsbau nach Plänen des Hamburger Architekten Bernhard Hirche an der Südseite. Der Neubau stellt die ursprüngliche Kubatur des Reuchlinkollegs in der ehemaligen Sakristei der Kirche wieder her. Die nach dem Zweiten Weltkrieg errichteten Strebebögen sind in den Neubau einbezogen worden und illustrieren somit die historische Vielschichtigkeit. Am 6. September 2008 wurde das neue Museum Johannes Reuchlin eingeweiht.